# نسیم اکرور
نسیم اکرور (عربی: نسيم أكرور؛ زادهٔ ۱۰ ژوئیهٔ ۱۹۷۴) بازیکن فوتبال اهل الجزایر است.
از باشگاه‌هایی که در آن بازی کرده‌است می‌توان به باشگاه فوتبال ساتون یونایتد، باشگاه فوتبال لو آور، باشگاه فوتبال تروا، باشگاه فوتبال ووکینگ اشاره کرد.
وی همچنین در تیم ملی فوتبال الجزایر بازی کرده‌است.